# Karel Egmontski
Karel I. Egmontski (* 1519 ; † 7. december 1541 v Cartageni ) je bil tretji grof Egmontski. Bil je gospodar  Baara in Visokega gospostva Purmerland in Ilpendam ter Purmerend. Bil je najstarejši sin Janeza IV. Egmontskega in Frančiške Luksemburške.

## Življenje
Po prezgodnji očetovi smrti je leta 1528 postal grof Egmontski. Njegova mati je verjetno vodila grofijo. Tako je leta 1540 lahko povzdignila grofijo Gavere v kneževino.
Leta 1541 se je cesar Karel V.  odločil za boj proti barbarskim piratom v Sredozemlju. Karel in njegov brat Lamoral sta se kot zvesta podpornika cesarja pridružila njegovi vojski. Proti nasvetu svojega genovskega admirala Andree Dorie je cesar želel oktobra zasesti Alžir. Flota je naletela na slabo vreme in ni mogla pristati in raztovorili vse svoje opreme. Orkan 24. in 25. oktobra leta 1541 je potopil 150 ladij in močno vplival na uporabo strelnega orožja. Preostala cesarska vojska se je morala umakniti.
Karel je med pohodom zbolel in ga odpeljejo v Cartageno. Na poti nazaj ladji spet zagode slabo vreme in bratova ladja konča na Korziki. Karel si ni več opomogel in je umrl v Španiji. 
Njegov brat Lamoral je podedoval njegove posesti in naslove.

## Povezave
- Plemiška rodbina Egmond